# Хегерланн, Анита
Анита Хегерланн (норв. Anita Hegerland; род. 3 марта 1961) — норвежская певица, ребёнок-звезда 1960-х — 1970-х годов. В 1980-х годах работала вокалисткой с Майком Олдфилдом.

## Биография
Музыкальная карьера Аниты началась в 1968 году на семейном рождественском представлении на площади в коммуне Саннефьорд (недалеко от Осло). Анита тогда училась в первом классе школы. Со сцены спросили, не хочет ли кто-нибудь из зрителей спеть. Анита поднялась и исполнила песню протеста «I natt jag drømde nogon drøm». Так её и заметил Эрик Фрис Олсен, влиятельное лицо в культурной жизни Соннефьорда. На следующий день местная газета вышла с заголовком «Сегодня вечером на площади родилась звезда». Всего через полгода у Аниты Хегерланн вышел первый альбом, быстро продавшийся в нескольких сотнях тысячах экземпляров.
Летом 1970 года Анита поднялась на 1 место в Швеции с песней «Mitt Sommarlov» («Мои летние каникулы»). На вершине песня провела 7 недель.
В 1971 году в возрасте 9 лет Анита Хегерланн выпустила в ФРГ свой первый немецкий альбом («Cowboys Suzie / Mamie and Papie», 1971, продюсер Ханс Бертрам) и первый немецкий сингл. Начальные продажи альбома составили 30 тысяч, начальные продажи сингла — 80 тысяч экземпляров.
Дуэт Аниты с немецким певцом Роем Блэком «Schön ist es auf der Welt zu sein» («Хорошо жить на этом свете») пользовался уникальным успехом в Дании, по итогам двух лет оказавшись там в тройке самых продаваемых синглов: 3-е место в 1971 году и 2-е место в 1972 году. К январю 1973 года в этой стране он разошёлся тиражом более 100 тысяч экземпляров.
В 1984 году Анита Хегерланн познакомилась с британским мультиинструменталистом Майком Олдфилдом. Он предложил ей принять участие в записи песни «Pictures in the Dark» (в качестве вокалистки). У них начался роман. В итоге она на шесть лет переехала в Англию, они жили вместе и выступали вместе на сцене. Её вокал можно услышать на ряде песен, выпущенных Олдфилдом в тот период.
Затем жила на острове около Осло со своим партнёром Jock Loveband, от которого в 1999 году родила дочь.